# Родригиш, Франсишку Мартинш
Франсишку Мартинш Родригиш (порт. Francisco Martins Rodrigues; 1927, Моура — 22 апреля 2008, Лиссабон) — португальский политик левого направления, основатель ПКП(Р) и Народного демократического союза (УДП).

## Ранние годы
Сын армейского офицера, отправленного в отставку за оппозицию правительству. После того как семья переехала в Лиссабон, учился в средней школе до 6 класса, затем поступил учеником механика.

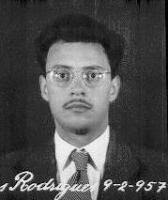
Франсишку Родригиш после ареста (1957)

## Начало оппозиционной деятельности
Начал политическую карьеру в 1949 году в оппозиционном Движении демократического единства (порт. Movimento de Unidade Democrática, MUD). Впервые был арестован на три месяца в 1951 году за демонстрацию против НАТО, после чего был уволен с работы. Покинул дом родителей и жил полуподпольно до 1953 года, когда вступил в Португальскую коммунистическую партию (ПКП).
В 1956 году после XX съезда начал подвергать сомнению политику КПСС, а именно линию на «мирное сосуществование» с капиталистическими странами. В следующем году был арестован в четвёртый раз, и отправлен в тюрьму Пенише. Там он встретился с такими лидерами, как Алвару Куньял, Франсишку Мигел Дуарте и Жайме Серра. Изучив марксизм, начал писать собственные марксистские теоретические тексты.

### Побег из Пенише
3 января 1960 года он участвовал в знаменитом «побеге из Пенише» вместе с Алвару Куньялом, Жуакином Гомешем, Франсишку Мигелем, Педру Соарешем, Жайме Серра, Гильерме да Коста Карвалью, Жозе Карлушем, Рожериу де Карвалью и Карлушем Коштой. Этот эпизод португальского антифашистского сопротивления укрепил авторитет ПКП в борьбе с салазаризмом.
На свободе вернулся к партийной работе в подпольной типографии в Карниде, недалеко от Лиссабона. В 1961 году присоединился к местному комитету партии в Лиссабоне, а также стал заместителем члена Центрального комитета ПКП. В 1962 году вошёл в состав Исполкома ПКП, где отвечал за политическую работу на южном берегу и в окрестностях столицы.

## Разрыв с ПКП, арест и пытки

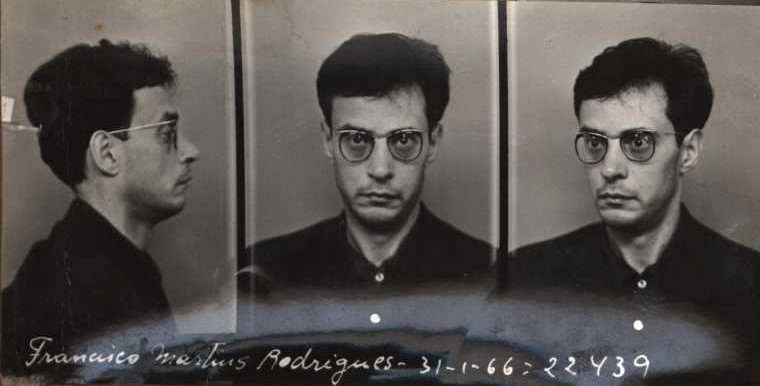
Франсишку Мартинш Родригиш после второго ареста (1966)

Как активный борец с режимом, пять раз арестовывался ПИДЕ, в общей сложности провел в тюрьме двенадцать лет.
Разрыву с Португальской коммунистической партией предшествовали расхождения с линией партии в отношении колониальной войны после написания манифеста по данному вопросу. В документе Мартинш поддержал вооружённое народное восстание как средство противодействия колониальной политике и в поддержку африканских народов в борьбе с португальским колониализмом.
Во время поездки в Москву у Родригиша возникли разногласия по поводу политики СССР, за что был снят с поста в Исполкоме.
Был выслан в Париж, где присоединился к местной партийной организации. Критикует позицию КПП по таким вопросам, как колониальная война, мирный переход к социализму и демократическая революция.
Возглавил первый раскол ПКП по вопросу советско-китайского конфликта. Выйдя из партии стал самым заметным идеологом крайне левых, участвуя в создании Португальского марксистско-ленинского комитета (CM-LP) и Фронта народного действия в 1964 году в Париже при поддержке Жоау Пулиду Валенте и Руи д’Эспине. В том же году он посетил маоистский Китай и Албанию. Вернувшись в 1965 году, занялся политической работой в CMLP. Выявление агента политической полиции внутри этой организации заканчивается казнью предателя. Мартинш арестован ПИДЕ и подвергается жестоким пыткам.
Приговорен к 20 годам тюремного заключения. Был освобожден после 25 апреля 1974 года.

## Основание Народного демократического союза

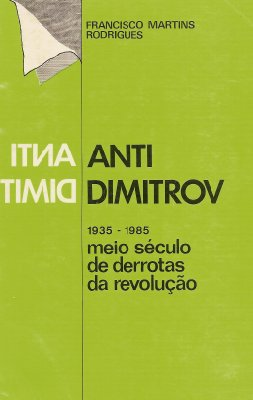
Обложка первого номера «Анти-Димитрова». 1935-1985 полвека поражений революции

После Революции гвоздик участвовал в основании Коммунистической партии (Реконструированной) и Народного демократического союза (УДП) — массовой организации, занимавшей в политическом спектре место слева от ПКП и затем выступившей одной из основательниц Левого блока. В 1983 году покинул обе организации, посчитав, что они недостаточно радикальны.
В то время Франсиско Мартинш считался одним из ведущих теоретиков португальского марксизма. Он характеризует 25 апреля как «революционный кризис» и объясняет окончательное поражение структурной слабостью революционных организаций вместе с «реформизмом» ПКП.
Что касается организаций слева от ПКП, Мартиньш считал, что они сделали ошибку не разорвав с Советским Союзом, который, по его мнению, отошел от идеалов социализма. Эти идеи нашли отражение в работе «Анти-Димитров», критикующей реформистский уклон во всех коммунистических партиях, начиная с 1930-х годов.

## Коммунистический журнал «Рабочая политика»
В 1984 году стал основателем Коммунистической организации «Рабочая политика» (Organização Comunista Política Operária) и директором одноименного журнала, который продолжает издаваться и поныне.
В последнее десятилетие своей жизни и революционной борьбы укрепил узы с движением за независимость Галисии, регулярно участвуя в демонстрациях в честь Дня отечества Галисии (25 июля), Днях независимости Галисии, организованных галисийской коммунистической организацией Primeira Linha и других мероприятия в поддержку самоопределения Галисии и других безгосударственных народов Пиренейского полуострова (Страна Басков и Каталония).
Умер в 2008 году в возрасте 81 года после тяжелой болезни. Похоронен на кладбище Алту-де-Сан-Жуан в Лиссабоне. Книга «Годы молчания», опубликованная посмертно, содержит автобиографические заметки, описание пыток и защиту в суде 1970 года.

### Работы, доступные онлайн
- Edição digital da obra O comunismo que aí vem, de Francisco Martins Rodrigues.
- A Revolução Cultural e o Fim do Maoísmo, publicado na Política Operária nº 13, Jan./Fev. 1988
- Artigo 'Ibéria', incluído no volume A Galiza do século XXI, em que Francisco Martins Rodrigues analisa o fenómeno independentista nas nações sem Estado da Península Ibérica.
- Carlos Morais entrevista Francisco Martins Rodrigues em 2004, no site da Primeira Linha.
- Uma entrevista a Francisco Martins Rodrigues, no blogue Caminhos da Memória.